# Epoka lodowcowa (film)
Epoka lodowcowa (ang. Ice Age) – film animowany wyprodukowany w 2002 roku przez 20th Century Fox. Został wyreżyserowany przez Chrisa Wedge’a i Carlosa Saldanhę. Jego kontynuacja Epoka lodowcowa 2: Odwilż nastąpiła po 4 latach, trzecia część Epoka lodowcowa 3: Era dinozaurów po 7 latach, czwarta część Epoka lodowcowa 4: Wędrówka kontynentów po 10 latach, a piąta część Epoka lodowcowa 5: Mocne uderzenie po 14 latach.
Film w Polsce trafiał do kin 7 czerwca 2002 roku z dystrybucją Syrena Entertainment Group.
Film emitowany w Polsce obecnie na kanałach: Telewizja Polsat i Polsat Film, dawniej wyemitowany na Canal+.

## Fabuła
Jest to opowieść o przygodach trójki bohaterów: mamuta Manfreda, potocznie zwanego Mańkiem (ang. Manny), leniwca Sida oraz tygrysa szablozębnego imieniem Diego.
Mamut Maniek poznaje leniwca Sida, którego uważa za głupka. Główny wątek historii rozpoczyna się, gdy Maniek i Sid spotykają ludzkie niemowlę. Mamut i leniwiec postanawiają zanieść dziecko do jego, jak określają je bohaterowie, stada. Lecz Soto, przywódca stada tygrysów chce zemścić się na ojcu chłopca (myśliwym, który zabił wielu członków jego stada), zabijając malca. Dostarczyć stadu niemowlę ma Diego, inny tygrys szablozębny. Próbuje wydrzeć im niemowlę, jednak Maniek go powstrzymuje. Mówi im, że wie, gdzie mieszkają ludzie, i w końcu zostaje ich przewodnikiem. Prowadząc ich w stronę przesmyku, knuje okrutny plan. W końcu jednak zdradza on przedstawicieli swojego gatunku, by chronić Sida, Mańka oraz niemowlę, których bardzo polubił i razem przeżyli wiele przygód. Ratując Mańka, zostaje poważnie ranny w walce z Sotem. Sam Soto ginie chwilę później z rąk Mańka (nabity na sople). Wszystko kończy się dobrze, niemowlę zostaje bezpiecznie dostarczone „stadu”, a Diego, mimo ran, nadal żyje.

### Wiewiór
Gdy nie oglądamy przygód głównych bohaterów, widzimy Wiewióra, fikcyjną wiewiórkę szablozębną będącą prawdziwym zwierzęciem z gatunku Cronopio. Na początku Wiewiór ratując swojego żołędzia, doprowadza do nadejścia epoki lodowcowej. Zaraz potem zostaje rozdeptany przez mamuta, a następnie przez inne zwierzęta. W dalszej części fabuły Wiewiór poznaje Sida (jednak nie jest to zbyt miła znajomość). W końcu, wraz ze swoim żołędziem, zostaje zamrożony w lodzie i budzi się 20 000 lat później, doprowadzając do wybuchu wulkanu na tropikalnej wyspie.

## Obsada
- Ray Romano – Maniek
- John Leguizamo – Sid
- Denis Leary – Diego
- Tara Strong –
  - Roshan,
  - mały tapir
- Goran Višnjić – Soto
- Jack Black – Zeke
- Diedrich Bader – Oscar
- Alan Tudyk –
  - Lenny,
  - makrauchenia #1
  - główny dodo
- Chris Wedge –
  - Scrat,
  - dodo
- Cedric the Entertainer – Carl
- Stephen Root –
  - Frank,
  - tapir
- Peter Ackerman –
  - dodo,
  - makrauchenia #1
- Josh Hamilton –
  - dodo,
  - mrównik
- P.J. Benjamin – dodo
- Lorri Bagley – Rachel
- Jane Krakowski – Jennifer